# 莫愁 (演員)
莫愁（1933年—1965年12月27日），本名王麗貞，香港國語電影女演員，1959年度香港小姐競選季軍。

## 生平及演藝生涯
祖籍江蘇蘇州，出生于上海，父親王仁卿，原是紗商，莫愁在子女中排行第七，解放前舉家遷往台灣，莫愁早年在台灣結婚，且誕下二子，協議離婚後不久獨自赴香港定居。1959年參加香港小姐選美獲得第三名，隨即被「邵氏兄弟」羅致並簽下三年基本演員合約，取藝名莫愁。莫愁擅演風塵女子一類角色，在「邵氏」期間拍攝的電影多為二三線配角或客串，際遇不如預期，曾參演〈黑夜鎗聲〉（1960年）、〈千嬌百媚〉（1961年）、〈隔牆艶史〉（1961年）、〈盲目的愛情〉（1961年）、〈楊貴妃〉（1962年）、〈紅樓夢〉（1962年）、〈梁山伯與祝英台〉（1963年）、〈花團錦簇〉（1963年）等多部影片。
與「邵氏」約滿後轉投「電懋」，拍攝的多部電影中以〈聊齋誌異〉（1965年）的半身裸體畫面最引發話題，開始引起觀眾注目。1964年，應王引創立的「天南影片公司」之邀，赴台灣拍攝〈新婚大血案〉（1965年），是莫愁首度也是唯一擔綱女主角的電影，但電影沒有很大迴響。1965年聖誕日被女傭發現在尖沙嘴遠東大廈住所因服用過量安眠藥及滴露昏迷不醒，送往伊利沙伯醫院搶救了30多小時後於12月27日清晨2時半宣布不治，終年32歲。12月29日大殮出殯，遺體安葬於青山禪院墳場。